# Askar Mohammadaján
Askari Mohammadian (* 22. září 1966) je bývalý íránský zápasník, volnostylař. V roce 1988 na letních olympijských hrách v Soulu v kategorii do 57 kg a v roce 1992 na hrách v Barceloně v kategorii do 62 kg vybojoval 2. místo.